# Ampus
Ampus is een gemeente in het Franse departement Var (regio Provence-Alpes-Côte d'Azur) en telt 809 inwoners (2004). De plaats maakt deel uit van het arrondissement Draguignan.
Het dorp werd in de 10e eeuw gebouwd op een heuveltop rond een feodaal kasteel. In de 18e eeuw werd een zeven km lang aquaduct gebouwd om het dorp van water te voorzien. Op de plaats van het verdwenen kasteel liet pastoor Adonis Volpato in de jaren 1960 een kruisweg aanleggen door de Britse kunstenaar Geoff Hindry.

## Geografie
De oppervlakte van Ampus bedraagt 77,8 km², de bevolkingsdichtheid is 10,4 inwoners per km².
Het dorp ligt op een hoogte van 600 m.
De onderstaande kaart toont de ligging van Ampus met de belangrijkste infrastructuur en aangrenzende gemeenten.

## Demografie
Onderstaande figuur toont het verloop van het inwonertal (bron: INSEE-tellingen).